# ひねくれ女のボッチ飯
『ひねくれ女のボッチ飯』（ひねくれおんなのボッチめし）は、2021年7月2日（1日深夜）から8月20日（19日深夜）まで、テレビ東京で毎週金曜 1:00 - 1:30（JST、木曜深夜）に全8話が放送されたテレビドラマ。飯豊まりえは本作品がテレビ東京ドラマ初主演となる。
テレビ放送に先駆け、同年4月29日よりParaviでも独占先行配信が実施された他、テレビ東京での本放送終了後の2021年10月2日 - 11月20日には、同系列で毎週土曜10:30 - 11:00（JST）に再放送が実施された。

## あらすじ
川本つぐみは人付き合いが苦手であることからデザイナーへの夢を挫折し、コンビニのアルバイトをしながらなんとなく日々を過ごしていた。そんな中、Instagramで「ホワイトホース」というアカウントを見つける。よくある料理だが妙に魅力的な食事の写真と、自身に似た理不尽な境遇をつづった投稿に魅力を感じるようになったつぐみは、彼の投稿を参考にしてボッチ飯を楽しむようになっていく。

## キャスト
川本 つぐみ
演 - 飯豊まりえ
本作品の主人公。コンビニのアルバイト。人付き合いが苦手で友達もいない。偶然知ったボッチ飯が日々の生きる糧となっている。
白石 一馬
演 - 柄本時生
樹脂メーカーの営業マン。「ホワイトホース」のアカウントで日々の食事をInstagramに投稿するようになるが、それに添えるキャプションが仕事の愚痴では誰も読まないと考え、架空の恋愛に置き換えたポエムのような文章で綴るようになった。やがて毎回「いいね」を押してくれるつぐみのアカウントに興味を持ち始める。
岡林 早苗
演 - 片桐はいり
つぐみが勤務するコンビニのアルバイト仲間。つぐみよりは人付き合いがよく、バーベキュー仲間もいる。
三好 哲也
演 - ダンディ坂野
つぐみが勤務するコンビニの店長。事なかれ主義で、トラブルになりそうだという雰囲気を感じると即座に察知して静観を決め込む。
黒岩 和彦
演 - 川原和久
一馬の上司。営業成績の上がらない一馬を事あるごとに叱責する。
飯島 彩花
演 - 辻凪子
一馬の同僚。
「ホワイトホース」の声
声 - 下野紘

### ゲスト
第1話
- 上司 - 勝村政信[5]
- ミュージシャン -  瑛人[8]
- 高崎友恵 - 川村エミコ（たんぽぽ）[5][6]

第2話
- 鳶職人・親方 - 木下ほうか[5]
- 佐竹課長 - 小田井涼平（純烈）[5]
- 小西加奈子 - 花音（第3話）

第3話
- 長さん - 玉袋筋太郎（浅草キッド）[5][6]
- 木口るりこ - 鳥居みゆき[5][6]

第4話
- 警備員 - オカダ・カズチカ[9]

第5話
- 新沼聡子 - 鈴木亜美[9]
- お母さん（タイ料理店の店主） - 渡辺満里奈[9]
- ソムチャイ - ブンシリ
- クラ - アンチャリー

第6話
- 女性一人客 - 市川紗椰[9]
- お掃除ロボットの声 - 早見沙織[9]
- バイト1 - 阿見201
- バイト2 - 坪根悠仁

第7話
- 江戸安の大将 - 高橋努[9]
- 江戸安の女将 - 山田キヌヲ[9]
- 住田友則（寿司屋の客） - 田中聡元[9]
- 住田千絵（寿司屋の客） - 小野真弓[9]
- 岡村敦 - 夢屋まさる

最終話（第8話）
- マダム - 峯村リエ[9]

## スタッフ
- 監督 - 西川達郎、たかせしゅうほう、北尾賢人、佐々木豪[10]
- 脚本 - たかせしゅうほう、田口佳宏[10]
- プロデューサー - 川村庄子（テレビ東京）、吉見健士（共同テレビ）、菊池武博（共同テレビ）[10]
- 音楽 - 岩本裕司、宮上啓仁[4]
- 制作著作 - テレビ東京[10]
- 制作協力 - 共テレ[10]

## 主題歌
「僕はバカ」（A.S.A.B / エイベックス・エンタテインメント）
作詞・作曲：8s / 歌：瑛人

## 放送日程
| 放送回 | 配信開始日 | 放送日  | サブタイトル             | 脚本             | 監督             |
| ------ | ---------- | ------- | ------------------------ | ---------------- | ---------------- |
| 第1話  | 4月29日    | 7月2日  | 町中華でひねくれる       | たかせしゅうほう | 西川達郎         |
| 第2話  | 4月29日    | 7月2日  | 大衆食堂でひねくれる     | 田口佳宏         | 西川達郎         |
| 第3話  | 5月15日    | 7月9日  | 居酒屋でひねくれる       | たかせしゅうほう | たかせしゅうほう |
| 第4話  | 5月15日    | 7月16日 | テイクアウトでひねくれる | 田口佳宏         | 西川達郎         |
| 第5話  | 5月22日    | 7月23日 | タイ料理でひねくれる     | たかせしゅうほう | 北尾賢人         |
| 第6話  | 5月22日    | 8月6日  | 焼肉でひねくれる         | 田口佳宏         | 佐々木豪         |
| 第7話  | 5月29日    | 8月13日 | 江戸前寿司でひねくれる   | たかせしゅうほう | たかせしゅうほう |
| 最終話 | 5月29日    | 8月20日 | コース料理でひねくれる   | 田口佳宏         | 西川達郎         |

- 7月30日は「東京五輪プレミアム」（7月29日 23:00 - 翌 3:00）放送のため休止。

## 放送局
| 放送局         | 放送日時                     | 放送期間                                                | 系列           | ネット状況 | 備考                                      |
| -------------- | ---------------------------- | ------------------------------------------------------- | -------------- | ---------- | ----------------------------------------- |
| テレビ東京     | 金曜 1:00 - 1:30（木曜深夜） | 2021年07月02日（01日深夜） - 08月20日（19日深夜）       | テレビ東京系列 | 制作局     |                                           |
| テレビ大阪     | 金曜 1:00 - 1:30（木曜深夜） | 2021年07月02日（01日深夜） - 08月20日（19日深夜）       | テレビ東京系列 | 同時ネット |                                           |
| テレビ北海道   | 金曜 1:00 - 1:30（木曜深夜） | 2021年07月02日（01日深夜） - 08月20日（19日深夜）       | テレビ東京系列 | 同時ネット |                                           |
| テレビ愛知     | 金曜 1:00 - 1:30（木曜深夜） | 2021年07月02日（01日深夜） - 08月20日（19日深夜）       | テレビ東京系列 | 同時ネット |                                           |
| TVQ九州放送    | 火曜 0:30 - 1:00（月曜深夜） | 2021年07月13日（12日深夜） - 08月31日（30日深夜）       | テレビ東京系列 | 遅れネット |                                           |
| 東北放送       | 火曜 1:00 - 1:30（月曜深夜） | 2021年09月21日（20日深夜） - 11月16日（15日深夜）       | TBS系          | 遅れネット | 寝られなドラマ枠として放送                |
| テレビせとうち | 土曜 10:30 - 11:00           | 2021年10月02日 - 11月20日                               | テレビ東京系列 | 遅れネット | テレビ東京系列5局も再放送扱いで同時ネット |
| テレビ和歌山   | 木曜 2:10 - 2:40（水曜深夜） | 2021年11月11日（10日深夜） - 12月30日（29日深夜）       | 独立局         | 遅れネット |                                           |
| テレビ新潟     | 火曜 0:59 - 1:29（月曜深夜） | 2021年11月30日（29日深夜） - 2022年01月25日（24日深夜） | 日本テレビ系列 | 遅れネット |                                           |